# Équipe cycliste Vitus p/b Brother UK
L'équipe cycliste Vitus p/b Brother UK (officiellement Vitus Pro Cycling p/b Brother UK) est une équipe cycliste britannique, active entre 2010 et 2020. Durant son existence, elle  fait partie des équipes continentales. Elle est créée en 2010	sous le nom de Team Raleigh-GAC.

## Histoire de l'équipe
Après 8 ans de présence le sponsor principal Raleigh annonce qu'il se retire à la fin de la saison 2017. En 2018, il est remplacé par la marque de vélo Vitus et l'équipe est renommée Vitus Pro Cycling.

## Classements UCI
L'équipe participe aux circuits continentaux et principalement à des épreuves de l'UCI Europe Tour. Les tableaux ci-dessous présentent les classements de l'équipe sur les différents circuits, ainsi que son meilleur coureur au classement individuel.
UCI America Tour
| Saison | Classement par équipes | Meilleur coureur au classement individuel |
| ------ | ---------------------- | ----------------------------------------- |
| 2011   | 40e                    | Dan Fleeman (366e)                        |
| 2012   | 31e                    | Daniel Holloway (269e)                    |
| 2013   | 33e                    | Rob Britton (191e)                        |

UCI Asia Tour
| Saison | Classement par équipes | Meilleur coureur au classement individuel |
| ------ | ---------------------- | ----------------------------------------- |
| 2018   | 99e                    | Deins Kaņepējs (469e)                     |

UCI Europe Tour
| Saison | Classement par équipes | Meilleur coureur au classement individuel |
| ------ | ---------------------- | ----------------------------------------- |
| 2010   | 105e                   | Dan Fleeman (603e)                        |
| 2011   | 114e                   | Richard Handley (1 128e)                  |
| 2012   | 100e                   | James Sparling (459e)                     |
| 2013   | 82e                    | Alexandre Blain (316e)                    |
| 2014   | 96e                    | Mark Christian (412e)                     |
| 2015   | 111e                   | Morgan Kneisky (654e)                     |
| 2016   | 102e                   | Albert Torres (546e)                      |
| 2017   | 99e                    | Enrique Sanz (489e)                       |
| 2018   | -                      | -                                         |
| 2019   | 91e                    | Scott Thwaites (452e)                     |
| 2020   | 79e                    | Darnell Moore (545e)                      |

UCI Oceania Tour
| Saison | Classement par équipes | Meilleur coureur au classement individuel |
| ------ | ---------------------- | ----------------------------------------- |
| 2012   | 13e                    | Bernard Sulzberger (24e)                  |

L'équipe est également classée au Classement mondial UCI qui prend en compte toutes les épreuves UCI et concerne toutes les équipes UCI.
| Saison | Classement par équipes | Meilleur coureur au classement individuel |
| ------ | ---------------------- | ----------------------------------------- |
| 2016   | -                      | Albert Torres (854e)                      |
| 2017   | -                      | Enrique Sanz (789e)                       |
| 2018   | -                      | Deins Kaņepējs (2340e)                    |
| 2019   | 163e                   | Scott Thwaites (597e)                     |
| 2020   | 129e                   | Darnell Moore (674e)                      |

## Principales victoires

### Championnats du monde
Championnats du monde de cyclisme sur piste : 2
- Course à l'américaine : Morgan Kneisky (2015)
- Scratch : Sebastián Mora (2016)

### Championnats continentaux
Championnats d'Europe de cyclisme sur piste : 2
- Omnium : Albert Torres (2016)
- Américaine : Albert Torres et Sebastián Mora (2016)

## Vitus Pro Cycling p/b Brother UK en 2020
| Coureur                | Date de naissance | Nationalité | Équipe 2019                                   | Équipe 2021                 |
| ---------------------- | ----------------- | ----------- | --------------------------------------------- | --------------------------- |
| Stephen Bradbury       | 19/10/1993        | Royaume-Uni | SwiftCarbon Pro Cycling                       |                             |
| Adam Kenway            | 08/07/1987        | Royaume-Uni | Vitus Pro Cycling p/b Brother UK              |                             |
| Christopher Latham     | 06/02/1994        | Royaume-Uni | Vitus Pro Cycling p/b Brother UK              | SwiftCarbon Pro Cycling     |
| Tom Mazzone            | 09/07/1993        | Royaume-Uni | Ex-professionnel (Holdsworth Pro Racing 2018) |                             |
| Christopher McGlinchey | 31/03/1994        | Irlande     | Vitus Pro Cycling p/b Brother UK              |                             |
| Darnell Moore          | 27/08/1996        | Irlande     | Néo-professionnel                             |                             |
| Michael Mottram        | 08/06/1990        | Royaume-Uni | Vitus Pro Cycling p/b Brother UK              |                             |
| Joe Nally              | 13/07/1999        | Royaume-Uni | Néo-professionnel                             |                             |
| Frederik Schescke      | 19/09/1995        | Allemagne   | Vitus Pro Cycling p/b Brother UK              | Ribble Weldtite Pro Cycling |
| Joseph Sutton          | 26/09/1997        | Royaume-Uni | Néo-professionnel                             |                             |
| Daniel Tulett          | 03/07/1999        | Royaume-Uni | Team Wiggins Le Col                           | Canyon DHB SunGod           |
| Joey Walker            | 15/09/1997        | Royaume-Uni | Madison Genesis                               |                             |